# Domas (Trowulan)
Domas is een bestuurslaag in het regentschap Mojokerto van de provincie Oost-Java, Indonesië. Domas telt 4200 inwoners (volkstelling 2010).